# Russe (Stadt)

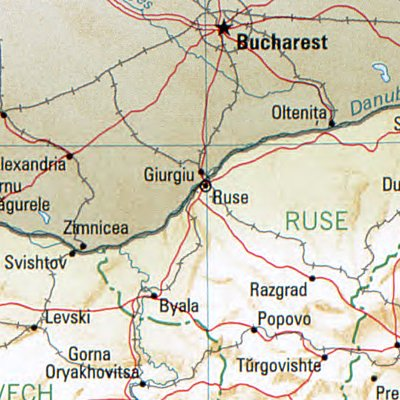
Russe – Bulgarien – Nachbarorte: Giurgiu, Bjala, Swischtow, Lewski, Gorna Orjachowiza, Targowischte, Popowo, Rasgrad, Oltenita, Bukarest

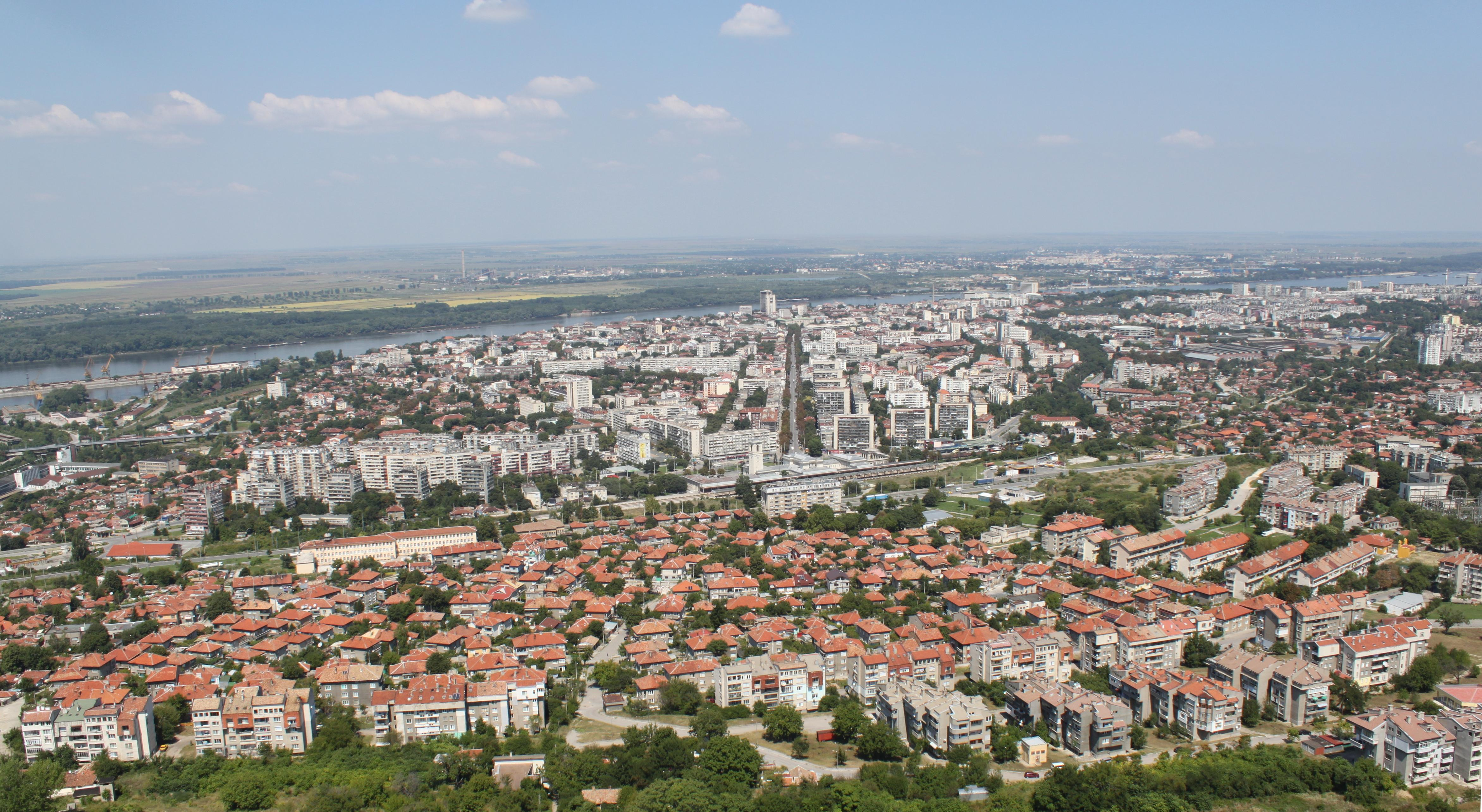
Luftbild von Russe mit der Donau im Hintergrund

Russe, auch Rousse oder Ruse [ˈrusɛ] (bulgarisch Русе, deutsch (veraltet): Rustschuk, türkisch Rusçuk), ist mit 121.168 Einwohnern die sechstgrößte Stadt  Bulgariens nach Sofia, Plowdiw, Warna, Burgas und Stara Sagora (Stand 2024). Die an der Donau gelegene Industriestadt ist auch das kulturelle Zentrum Nordbulgariens mit einem Schauspiel- und einem Opernhaus, einer Kunstgalerie, einem Fernsehturm sowie mehreren Schulen und der bekannten Hochschule von Russe.
Russe ist die Hauptstadt der Oblast Russe, Sitz der gleichnamigen Gemeinde Russe wie auch Grenzstadt zu Rumänien. Ihr Stadtkern wurde vom bulgarischen Staat wegen der geschichtlichen Bedeutung und besonderen architektonischen Gestalt des Ensembles mit dem Europäischen Kulturerbe-Siegel ausgezeichnet.

## Lage
Die Hafenstadt Russe liegt in der Donautiefebene durchschnittlich 29 Meter über dem Meeresspiegel nahe der Mündung des Flusses Russenski Lom. Die ihr gegenüber am anderen Ufer der Donau liegende rumänische Grenzstadt ist Giurgiu, mit der Russe über die Giurgiu-Russe-Freundschaftsbrücke verbunden ist. Im  weiteren Verlauf erreicht man auf rumänischer Seite über die E85/DN5 die Ringautobahn von Bukarest. Die Entfernung von Russe zu der rumänischen Hauptstadt beträgt ca. 80 Kilometer und zum Flughafen der Stadt ca. 90 Kilometer. Die bulgarische Hauptstadt Sofia liegt etwa 310 Kilometer südwestlich.

### Nachbargemeinden
Folgende Städte und Gemeinden, die alle in der Provinz Russe liegen, grenzen an die Stadt Russe:
|         | Giurgiu (Rumänien)                          | Marten Sliwo Pole |
|         | Kompassrose, die auf Nachbargemeinden zeigt | Sliwo Pole        |
| Iwanowo | Wetowo                                      | Kalojan           |

## Geschichte

### Antike und Mittelalter
Früheste Siedlungsspuren stammen bereits aus dem 5. Jahrtausend v. Chr. Die Römer gründeten dort Anfang des 2. Jahrhunderts n. Chr. die Hafenstadt Sexaginta Prista (Stadt der 60 Schiffe). Sie war Stützpunkt der Donauflotte der Römer, welche die Aufgabe hatte, die Nordgrenze (→ Donaulimes) des Römischen Reiches gegen Überfälle der nördlich der Donau lebenden Völker zu schützen. Etwas südlich von Prista befand sich die römische Stadt Nicopolis ad Istrum.
Die Stadt wird bis zum 5. Jahrhundert erwähnt, wobei der römische Name auf Pristis und später Pristapolis verändert wurde. Es ist anzunehmen, dass der Untergang der römischen Stadt mit den Einfällen der Awaren und Slawen im Jahre 586 zusammenhängt (siehe hierzu Balkanfeldzüge des Maurikios).
Im Mittelalter erlangten Durostorum und die landeinwärts gelegene Stadt Tscherwen strategische Bedeutung.

### Osmanische Zeit
Tscherwen, das südlich der heutigen Stadt Russe am Russenski Lom entstanden war, wurde bei den Eroberungszügen der Osmanen am Ende des 16. Jahrhunderts zerstört. Bereits vor der Eroberung der Region durch die Osmanen existierte am Ufer der Donau eine befestigte Ortschaft namens Russe. Diese wurde nach der Zerstörung von Tscherwen von den Osmanen ausgebaut, ihre Bezeichnung in Rustschuk abgeändert und in der Provinz Eyâlet Silistra eingegliedert.
Die osmanische Grenzstadt und die umliegende Region wurden Angriffsziel und Schlachtfeld für die Völker Mitteleuropas, die sich gegen die Osmanische Vorherrschaft wehrten. So wurde Rustschuk durch die Feldzüge des walachischen Wojwoden Vlad III. Drăculea (1445 und 1462) schwer in Mitleidenschaft gezogen. Obwohl unter Sultan Mehmed II. die Festung wiederhergestellt wurde, setzte im Herbst 1595 der Wojwode Mihai Viteazul der Festung weitere Zerstörungen zu. Dennoch erlangte das osmanische Rustschuk wegen seiner strategischen Lage auch wirtschaftliche Bedeutung.

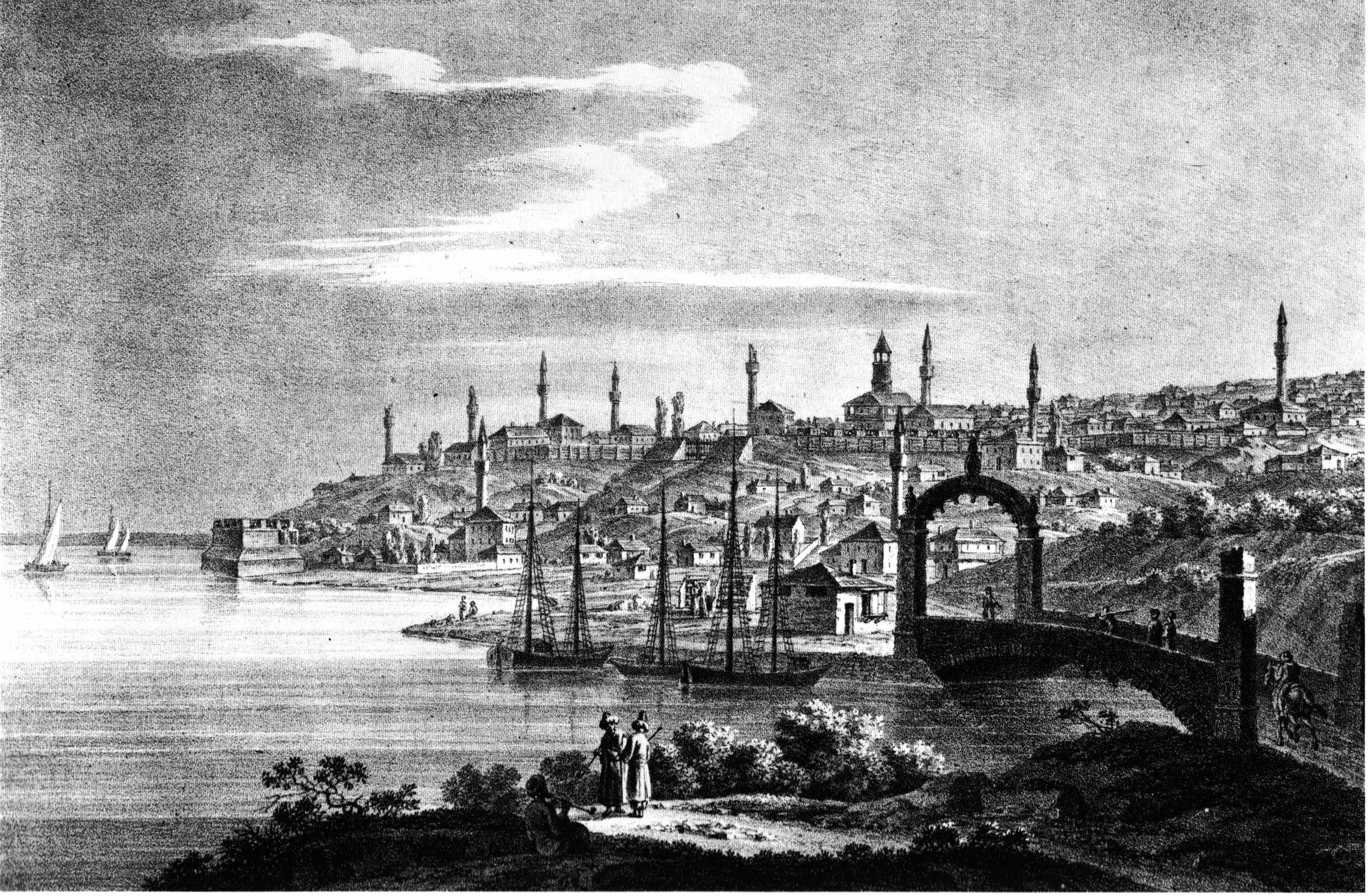
Blick über die Donau auf Russe,
Darstellung aus dem Jahr 1824

Im Russisch-Türkischen Krieg (1806–1812) wurde zunächst Ende August 1810 ein russischer Sturm auf die Festung abgewehrt, bevor sich Mitte September die Garnisonen von Rustschuk und Giurgiu übergaben. Nach dem Krieg zogen sich die Russen zurück und die Stadt wurde erneut Osmanisch. Um der russischen Gefahr entgegenzuwirken, wurde im 18. Jahrhundert die Festung ausgebaut und Teil des Festungsviereck Silistra–Warna–Schumen–Rustschuk. 1837 besuchte Helmuth von Moltke die Stadt.
Um Reformen im Osmanischen Reich durchzuführen, wurde 1864 aus der Zusammenlegung der osmanischen Provinzen Silistra, Niš und Widin die Großprovinz Tuna mit Russe als Zentrum und Residenz des Verwalters Midhat Pascha errichtet. Rustschuk entwickelte sich zu einem Handelszentrum mit starker Festung. Kaufleute aus Russe unterhielten Handelskontoren in Wien, Konstantinopel, Bukarest oder Odessa. Viele europäische Konsulate wurden eröffnet; es entstanden Hotels, Schulen und eine Bibliothek.
Die Grenzstadt zum rumänischen Fürstentum war zu dieser Zeit ein zentraler Knotenpunkt für den Warenverkehr zwischen West-, Ost- und Südosteuropa. Die Waren und Güter wurden hier für den Weitertransport ins Osmanische Reich übers Land umgeschlagen. Diese Entwicklung der Stadt wurde durch die Donauschifffahrt und durch die am 7. November 1866 eröffnete erste Eisenbahnlinie des Landes, Russe–Warna, die erste Endstation des Orient-Express, zusätzlich gefördert. Bereits 1878, im Jahr der Beendigung der osmanischen Herrschaft, zählte Russe über 26.000 Einwohner; damit war sie die größte Stadt im damaligen Fürstentum Bulgarien, noch vor der Hauptstadt Sofia.

### Im unabhängigen Bulgarien
Nach dem Ersten Weltkrieg wurde das Territorium Süd-Dobrudscha an Rumänien verloren und damit die Wirtschaftskraft der Stadt Russe geschwächt. Durch die Ansiedlung der bulgarischen Flüchtlingen aus den verlorenen Territorien in Dobrudscha, Thrakien und Makedonien entstand das Dobrudscha-Viertel. In der Folge wurde Russe Zentrum des Freiheitskampfes und der Inneren Dobrudschanischen Revolutionären Organisation.
Sie verlor viele Einwohner und war nur noch die drittgrößte Stadt nach Sofia und Warna. Große Produzenten verließen den Ort, ausländische Konsulate wurden bis auf das russische geschlossen.
Im September 1940 kam die Süd-Dobrudscha nach Verhandlungen wieder zu Bulgarien, Russe wurde Verwaltungszentrum und es setzte ein erneutes Wirtschaftswachstum ein. Nach dem Ende des Zweiten Weltkriegs wandelten sich die Besitzverhältnisse, aus zahlreichen vorherigen Privatunternehmen wurden staatliche Fabriken. Chemiebetriebe wurden angesiedelt, die Lampenherstellung wurde eingeführt und ein großer Handelshafen gebaut. Die 1954 eingeweihte neue Giurgiu-Russe-Freundschaftsbrücke zwischen Russe und der rumänischen Stadt Giurgiu war bis Anfang der 1990er Jahre die einzige Verbindung zwischen Rumänien und Bulgarien über die Donau hinweg, was die Transportwege enorm verbesserte. Russe wurde in den 1970er Jahren wieder ein bedeutendes Verkehrs-, Handels-, Kultur- und Bildungszentrum.
In den frühen 1980er Jahren führte der Bau eines großen Chemiekombinats in Giurgiu auf rumänischem Territorium zu dauerhafter Luftverschmutzung in Russe, weshalb bis 1992 etwa 15.000 Personen die Stadt verließen. Die ökonomische Krise der gesamten Länder des RGW wirkte sich besonders stark in Russe aus; Industrieprodukte konnten nicht mehr verkauft werden, Spezialisten wanderten ab, die Zahl der Arbeiter ging ständig zurück.

### Gegenwart

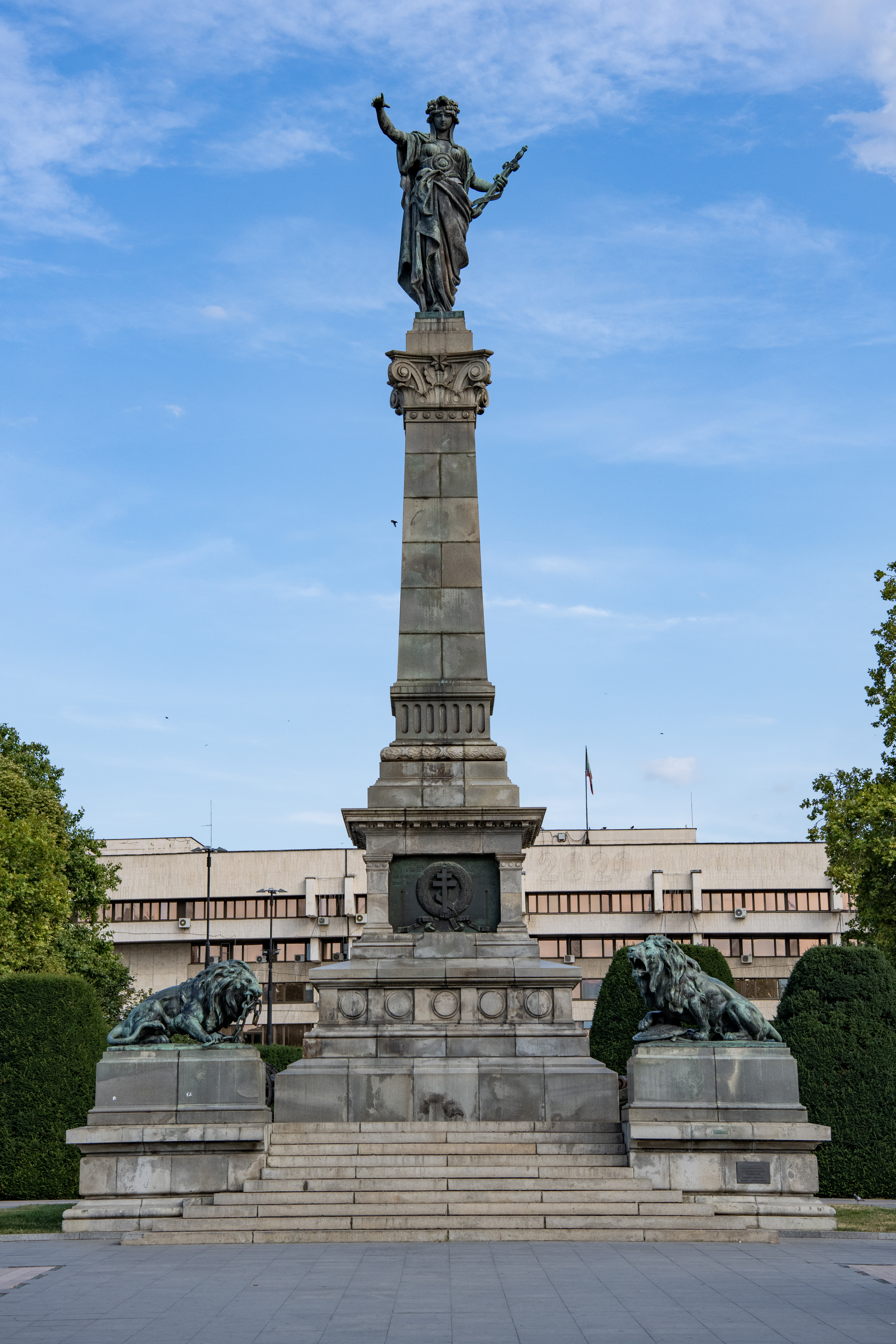
Das 1906 errichtete, 18 m hohe Denkmal der Freiheit des florentinischen Bildhauers Arnoldo Zocchi erinnert an die Befreiung Bulgariens von der osmanischen Herrschaft.

Die politischen Veränderungen in der Sowjetunion, in Polen und in der DDR bewirkten schließlich einen demokratischen Wandel in Bulgarien und damit auch in Russe.
Seit dem Fall des Kommunismus gewinnt Russe seine Bedeutung zurück. Die Umweltverschmutzung konnte beseitigt werden, einige Industriebetriebe produzieren wieder, die Bevölkerungszahl stabilisierte sich bis zum Jahr 2000 auf rund 165.000. Schrittweise erlangte Russe seine Bedeutung als grundlegendes kulturelles und wirtschaftliches Zentrum in Nordbulgarien zurück. Die Mitgliedschaft in der EU führte zu Investitionen und der Ansiedlung internationaler Handelsunternehmen. Seit 2007 auch Rumänien der EU beitrat, wurde Russe ein beliebtes Wochenendziel der Bukarester. Im Gegenzug bieten viele Taxifahrer Pauschalfahrten für 100,– BGN (EUR 50,–) zum nächstgelegenen internationalen Flughafen in Bukarest an. Die Europastraße E85 ist zwischen beiden Städten in gutem Zustand und teilweise mehrspurig und mit Umgebungsstraßen ausgebaut.
Die Stadt ist seit 2002 Namensgeber für den Ruse Peak, einen Berg auf der Livingston-Insel in der Antarktis. Mittelbar gilt dies seit 2013 auch für die Sexaginta Prista Bay an der Oskar-II.-Küste des Grahamlands auf der Antarktischen Halbinsel.

## Bevölkerung
| Jahr      | 1878   | 1959   | 1985    | 2000        | 2011    | 2021    | 2024    |
| --------- | ------ | ------ | ------- | ----------- | ------- | ------- | ------- |
| Einwohner | 26,000 | 91.700 | 186,000 | ca. 165.000 | 149.642 | 124.787 | 121.168 |

## Wirtschaft
In der Industriestadt Russe werden landwirtschaftliche Produkte verarbeitet, weitere Industriezweige sind Maschinenbau, Schiffbau sowie Textil- und Ledererzeugung. In der Umgebung der Stadt werden Zuckerrüben und Weintrauben angebaut. Seit dem Beitritt Bulgariens und Rumäniens in die EU nutzen rumänische Bürger den Preisunterschied für Konsumgüter und Dienstleistungen auf bulgarischer Seite.
Im Mai 2010 hat der deutsche Automobilzulieferer Witte Automotive die Produktion in Russe aufgenommen. In dem Werk werden Komponenten für Fahrzeugzugangssysteme gefertigt und an viele europäische Fahrzeughersteller geliefert. Aufgrund der positiven Entwicklung erwarb Witte Anfang 2013 ein Grundstück, um die Produktionskapazitäten zu erweitern. Am 11. Oktober 2013 erfolgte die Grundsteinlegung für das neue Produktionswerk im Beisein des bulgarischen Präsidenten Rossen Plewneliew.

## Verkehr
Die Stadt besitzt den größten Donauhafen Bulgariens. Außerdem ist sie ein Eisenbahnknoten und ein Straßenknotenpunkt. Die erste bulgarische Eisenbahnstrecke wurde zwischen Russe und Warna eröffnet.
Etwa 6 Kilometer nördlich vom Stadtkern quert die Brücke der Freundschaft die Donau, mit 2,8 Kilometer die längste Stahlbrücke Europas. Sie besteht aus zwei Etagen – oben fahren Autos, unten die Eisenbahn. Sie wurde im Jahr 1954 eröffnet, 2003 wurde sie mit Geldern der Europäischen Union saniert. Über diese Brücke wird ein großer Teil der Aus- und Einfuhrgüter Bulgariens transportiert.
Die Brücke wurde mit Hilfe der Sowjetunion vorwiegend aus militärstrategischen Gründen gebaut.
Mit dem Bau der Autobahn Russe–Weliko Tarnowo soll zum einen der Verkehr der Stadt entlastet sowie zu anderen eine bessere Anbindung der Donaustadt mit Südbulgarien und im weiteren Verlauf mit den griechischen Ägäis-Häfen Kavala und Alexandroupoli sowie mit Istanbul erreicht werden
Die Stadt liegt am Donauradweg, einem internationalen Fernradweg.

## Bildung
In Russe existieren alle Schultypen Bulgariens, zusätzlich für die türkische Minderheit ein türkisches Gymnasium Rusçuk İlahiyat Lisesi. Die Stadt ist Standort einer Universität sowie von deutsch-, englisch- und anderen europäischsprachigen Gymnasien. Die große Bezirksbibliothek Ljuben Karawelow und die Musikschule gehören ebenfalls zum Bildungsangebot. Die Österreich-Bibliothek im ersten Stock des Theaters ist Sitz der Internationalen Elias-Canetti-Gesellschaft.

## Politik

### Konsulate und Vertretungen
In der Stadt gibt es diplomatische Vertretungen folgender Länder:
- Mongolei
- Russland
- Ukraine

### Städtepartnerschaften
- Astrachan, Russland
- Bijeljina, Bosnien und Herzegowina
- Giurgiu, Rumänien
- Huainan, Volksrepublik China
- Peristeri, Griechenland
- Wolgograd, Russland

## Kultur und Sehenswürdigkeiten

### Theater, Museen und weitere Gebäude

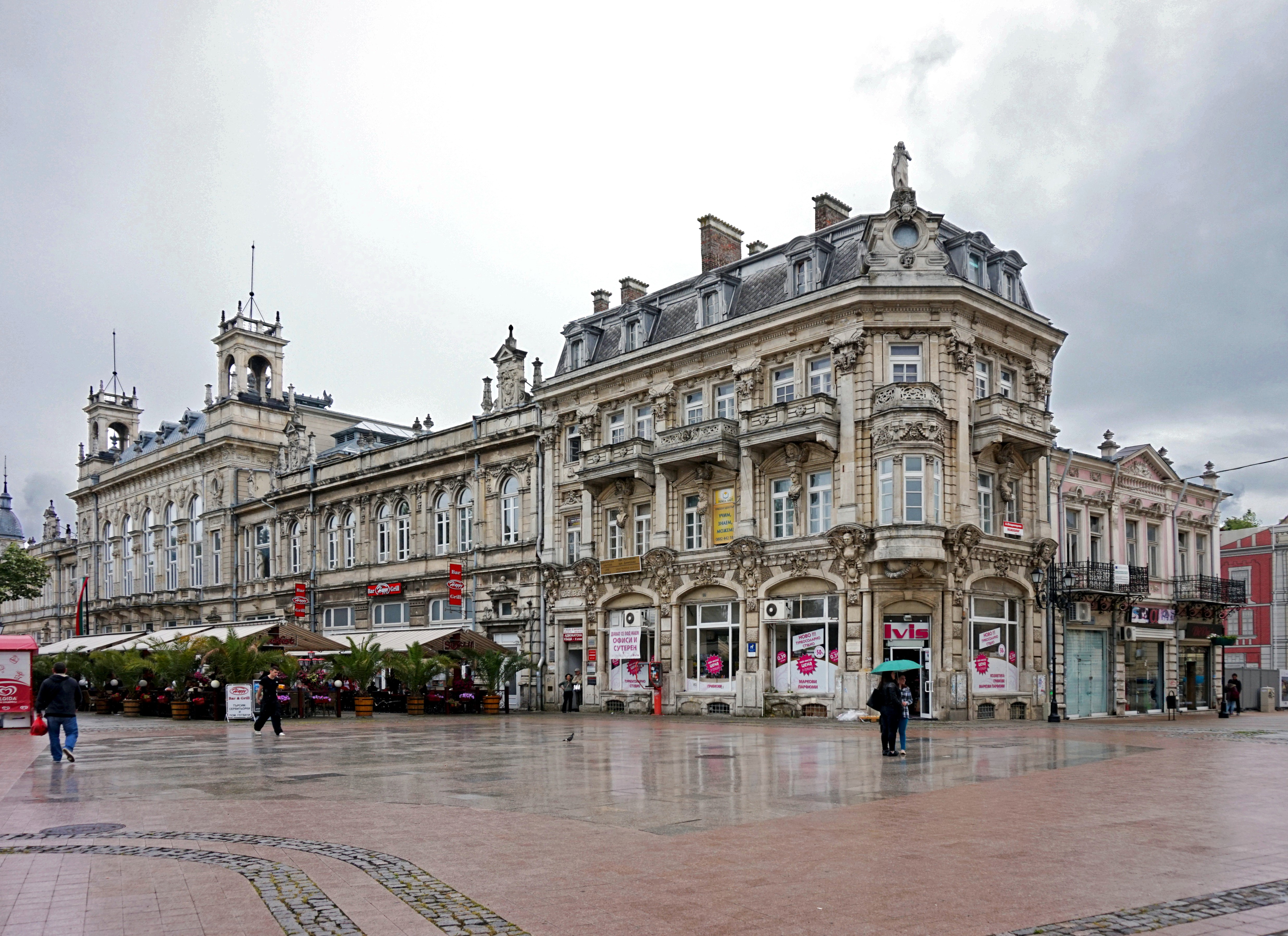
Das Schauspielhaus Sawa Ognianow

Russe besitzt ein Schauspielhaus (gebaut von Peter Paul Brang), ein staatliches Opernhaus, ein Puppentheater und eine Philharmonie für das Städtische Sinfonieorchester. Die Staatsoper Russe wird von Iwan Kjurktschiew geleitet, der früher selbst Sänger war und von Giuseppe Di Stefano ausgebildet wurde. Er ist Gewinner des Caruso-Wettbewerbs. Von nationaler Bedeutung sind auch das Volkstheater Sawa Ognjanow (Dochodno-Gebäude) und die Gemäldegalerie. Die Stadt beherbergt ein historisches Museum, ein naturwissenschaftliches Museum, ein Verkehrsmuseum (in einem früheren Bahnhofsgebäude) und die städtische Kunstgalerie.
Von den rund 200 architektonisch bedeutsamen Bauten sind die folgenden besonders erwähnenswert:
das Rathaus in einer modernen Formensprache aus Betonteilen mit einem mehr als 20 Meter langen Fries, der Sparkassenkomplex, das Haus der Industrie- und Handelskammer, das Haus der Seefahrt sowie der Klub der Kulturschaffenden. Beim neuen Bahnhof ist ein Festungstor aus der Türkenzeit sehenswert. Der 204 Meter hohe Fernsehturm mit Aussichtsplattform ist das höchste Bauwerk Bulgariens. Auffällig im Zentrum der Stadt sind die vielen historistischen Wohn- und Geschäftshäuser aus der Zeit um 1900, die häufig von österreichischen Architekten entworfen wurden. Die Stadt wird deswegen gern „Klein-Wien“ genannt, „mit dem gelben Ocker der Kaufmannshäuser, den luftigen und eleganten Parks, dem Eklektizismus der Gebäude des Fin de Siècle, voller Karyatiden und Ornamente und einer spätneoklassizistischen Symmetrie“. Erwähnenswert ist außerdem das Gerichtsgebäude. Am Donauufer befindet sich das Hotel Riga, ein 22 Stockwerke hohes Hotel, das einen weiten Blick über die Stadt, die Donau und den Hafen bis nach Rumänien bietet.

### Religiöse Stätten
- Heilige-Dreifaltigkeits-Kirche; 1632 eingeweiht; gilt als älteste Kirche der Stadt[15]
- St. Peter-Kirche
- röm.-katholische St.-Paul-vom-Kreuz-Kathedrale; 1892 eingeweiht. Baupläne vom italienischen Architekten Valentino. Hier befindet sich die älteste erhaltene Orgel in Bulgarien, im Jahr 1907 installiert.[16]
- St. Nikolai-Tschudotworez-Kirche
- orthodoxe St.-Georg-Kirche Eparchie
- Kirche Wassili der Große
- Himmelfahrtskirche
- Erzengel-Michael-Kirche
- Katholische Eparchie
- Armenische Kirche
- Evangelisch-methodistische Kirche
- Evangelische Baptisten-Kirche
- ehemalige aschkenasische Synagoge

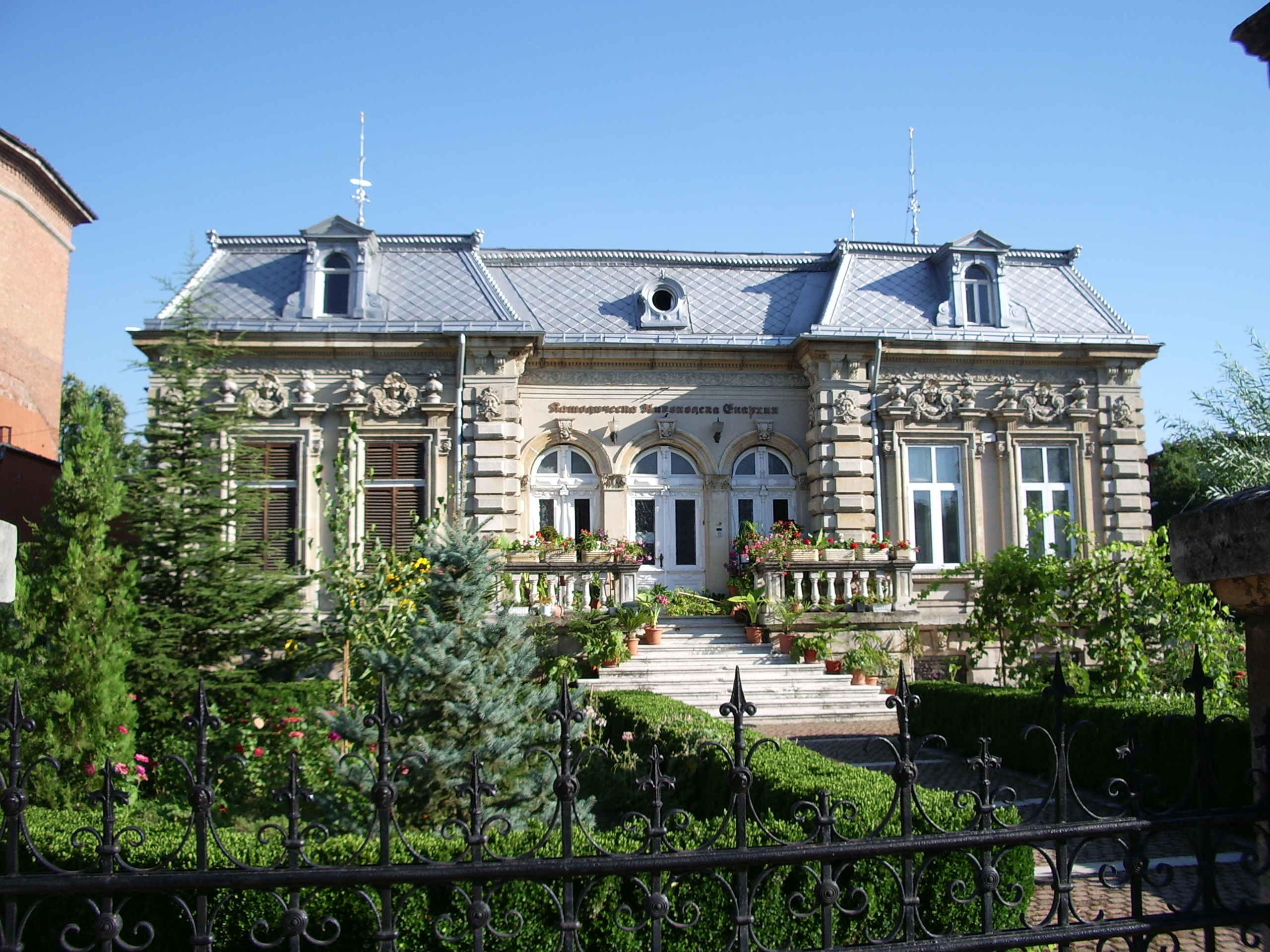
Eparchie

- Große Synagoge, ehemals sephardisch
- Seid-Pascha-Moschee

### Denkmale und Gedenkstätten
- Freiheitsstatue mit Bulgarischen Löwen vor dem Postament, gegenüber dem Rathaus. Sie stammt aus der Werkstatt des italienischen Bildhauers Arnoldo Zocchi und ist dem New Yorker Original nachempfunden.
- Denkmal für die Rote Armee (Aljoscha-Monument)
- Denkmal für die im Serbisch-Bulgarischen Krieg 1885 Gefallenen des 5. Donau-Infanterie-Regiments auf dem Alexander-Battenberg-Platz
- Denkmal für Stefan Karadscha, einem Heerführer des Befreiungskampfes im 19. Jahrhundert
- Denkmal für Angel Kantschew
- Denkmal für Iwan Wedar
- Die größte Gedenkstätte Russes ist das am 28. Februar 1978 eingeweihte Pantheon der Kämpfer der Wiedergeburt, dessen große vergoldete Kuppel bei klarem Wetter weithin zu sehen ist. In dem Monument sind 453 namhafte Freiheitskämpfer bestattet.[4] Es wurde aus Anlass des 100. Jahrestages der Befreiung Bulgariens von der türkischen Herrschaft errichtet. Das Gebäude steht in einem Park, der auf dem früheren Friedhof von Russe angelegt wurde.[17]

### Regelmäßige Veranstaltungen
- Internationales klassisches Musikfestival (im März; seit 1961)[18]
- Folklore-Festival Goldene Geige; Volksmusik der Region; erste Junihälfte
- Internationales Festival des alternativen Kinos „Donau – der Fluß Europas“ (seit 2005)[19]
- BG MediaMarket Medienfestival (im Oktober)[20]
- Skater-Festival Collision Course (im Mai; seit 2007)[21]
- Literarischer Frühjahrssalon (im April/Mai; seit 2008)[22]

### Parks in der Umgebung
Elf Kilometer östlich der Stadt liegt der Waldpark Lipnik mit Hotel, Gaststätte, zahlreichen Ferienheimen, Sportanlagen und einem Campingplatz.
Unweit der Stadt Russe, nahe Iwanowo, liegt der Naturpark Russenski Lom mit den zum UNESCO-Weltkulturerbe zählenden Felskirchen von Iwanowo. Bei Bassarbowo befindet sich das Bassarbowski-Höhlenkloster.

## Söhne und Töchter der Stadt
- Manuc Bey (1769–1817), armenischer Händler, Diplomat und Gastwirt
- Chadschi Iwan Chadschi Pentschowitsch (1822–1895), bulgarischer Händler, osmanischer Staatsmann, Mitglied des Staatsrates (Şura-ı Devlet)
- Nikola Obretenow (1849–1939), bulgarischer Revolutionär
- Angel Kantschew (1850–1872), bulgarischer Revolutionär
- Petar Winarow (1851–1926), bulgarischer Revolutionär und Politiker, Bürgermeister der Stadt
- Warban Winarow (1856–1908), bulgarischer General
- Ekaterina Karawelowa (1860–1947), Pädagogin, Übersetzerin, Publizistin und Frauenrechtsaktivistin
- Ömer Fahrettin Türkkan (1868–1948), osmanischer General
- Albert Aftalion (1874–1956), Ökonom und Konjunkturtheoretiker
- Gregor Franz Hradetzky (1880–1942), Orgelbauer
- Michael Arlen (1895–1956), geboren als Dikran Kouyoumdjian, Schriftsteller, Drehbuchautor
- Silvestr Maria Braito (1898–1962), katholischer Priester der Dominikaner, Theologe, Dichter, Literaturkritiker, Publizist
- Mimi Balkanska (1902–1984), bulgarische Sängerin und Schauspielerin
- Elias Canetti (1905–1994), Schriftsteller, Literaturnobelpreisträger
- Sachari Schandow (1911–1998), Filmregisseur
- Swetosslaw Lutschnikow (1922–2002), Politiker
- Nikolai Kaufman (1925–2018), Musikethnologe, Komponist und Folklorist
- Leon Daniel (1927–2008), Regisseur
- Radi Nedeltschew (1938–2022), Maler
- Neschka Robewa (* 1946), rhythmische Sportgymnastin
- Ivo Donev (* 1959), professioneller Schach- und Pokerspieler
- Swetlosar Lissitschkow (* 1960), Bildhauer
- Anelija Nunewa (* 1962), Leichtathletin
- Tanju Kirjakow (* 1963), zweifacher Olympiasieger im Sportschießen
- Ljubomir Ganew (* 1965), Volleyballer
- Glorija (* 1973), Pop-Folk-Sängerin
- Wenelina Wenewa-Mateewa (* 1974), Hochspringerin
- Wesselin Topalow (* 1975), FIDE-Schachweltmeister (2005–06)
- Ruja Ignatova (* 1980), deutsch-bulgarische Betrügerin
- Kiril Nikolow (* 1982), Orientierungsläufer
- Wiktorija Marinowa (1988–2018), Journalistin und Fernsehmoderatorin
- Alexander Georgijew (* 1996), russischer Eishockeytorwart
- Marija Mizowa (* 1996), Badmintonspielerin
- Radoslaw Rosenow (* 2003), Boxer
- Nikola Iliev (* 2004), Fußballspieler